# Campbell (cratera)
Campbell é uma cratera marciana. Tem como característica 129 quilômetros de diâmetro. O seu nome é em homenagem a John W. Campbell, um escritor de ficção científica e William Wallace Campbell, um astrónomo estadunidense.